# مطار دول جورا
مطار دول جورا (بالفرنسية: Aéroport de Dole-Jura)‏؛ هو مطار دولي يخدم مدينة دول (بالفرنسية: Dole, Jura)‏ في فرنسا.